# NGC 2834
NGC 2834 ist eine  Linsenförmige Galaxie vom Hubble-Typ S0 im Sternbild Luchs am Nordsternhimmel. Sie ist schätzungsweise 310 Millionen Lichtjahre von der Milchstraße entfernt und hat einen Durchmesser von etwa 55.000 Lj.
Im selben Himmelsareal befinden sich u. a. die Galaxien NGC 2829, NGC 2831, NGC 2832, NGC 2839.
Das Objekt wurde am 13. März 1850 von George Johnstone Stoney, einem Mitarbeiter des Astronomen Lord Rosse, entdeckt.